# Puente-Castrelo
Puente-Castrelo (llamada oficialmente Santo Estevo de Ponte Castrelo) es una parroquia española del municipio de Castrelo de Miño, en la provincia de Orense, Galicia.

## Toponimia
La parroquia también es conocida por los nombres de San Esteban de Puente-Castrelo, San Estevo da Ponte Castrelo  y Santo Estevo de Ponte-Castrelo.

## Organización territorial
La parroquia está formada por seis entidades de población:
- A Frieira
- Oleiros
- Parada
- Pousadoiro (O Pousadoiro)
- Santo Estevo
- Souto

## Demografía
| Gráfica de evolución demográfica de Puente-Castrelo entre 2000 y 2022 |
|                                                                       |
| Datos según el nomenclátor publicado por el INE.                      |